# Район Хіґаші (Окаяма)
34°39′30″ пн. ш. 134°02′11″ сх. д. / 34.65833333° пн. ш. 134.03638889° сх. д.

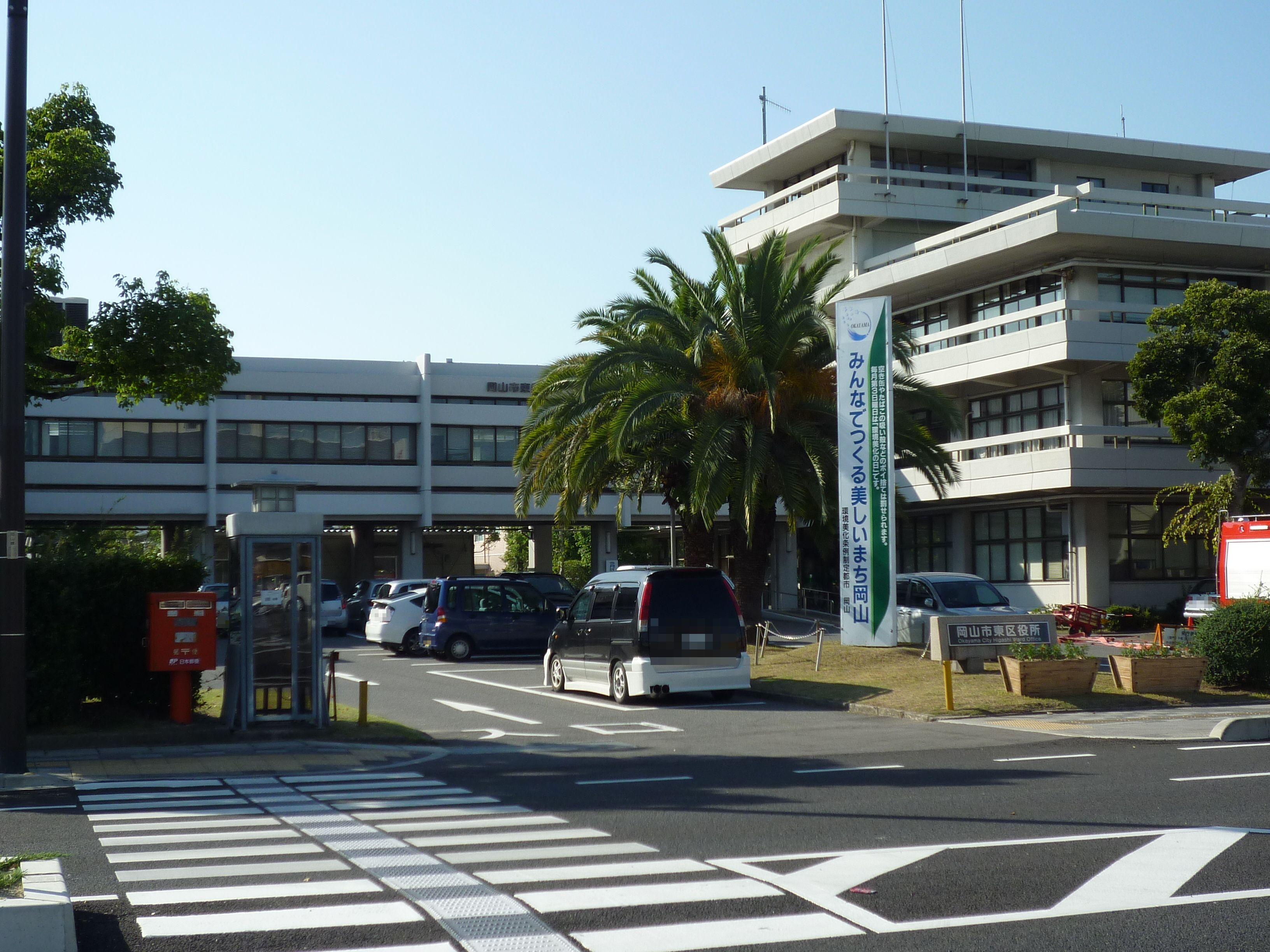
Будівля адміністрації району

Район Хіґаші (яп. (東区, кириліз.: Хіґаші-ку) - один з чотирьох районів міста Окаями, префектури Окаяма, Японія. Площа округу становить 160,28 км². Щільність населення становить 603 особи на квадратний кілометр. Назва означає "Східний округ". 
Райони Окаями були засновані, коли Окаяма стала містом, визначеним урядовою постановою 1 квітня 2009 року.
До складу району Хіґасі входять колишні міста Сайдайджі, Камімічі та Сьото. Через західний край району протікає річка Хякума, яка також межує з районом Нака, а через центр - першокласна річка Йошії. На північному заході над містом височіє гора Акуто та інші гори, а південна частина виходить до затоки Коджіма та внутрішнього моря Сето, а на півдні розташований Інуджіма, єдиний населений острів в місті Окаяма.

## Населення
- 2005 рік —	96,718 осіб
- 2010 рік —	96,948 осіб
- 2015 рік —	95,577 осіб